# Кіллінглі (Коннектикут)
Кіллінглі (англ. Killingly) — місто (англ. town) в США, в окрузі Віндем штату Коннектикут. Населення — 17 752 особи (2020).

## Демографія
Згідно з переписом 2010 року, у місті мешкало 17 370 осіб у 6749 домогосподарствах у складі 4528 родин. Було 7592 помешкання
Расовий склад населення:
| - 93,1 % — білих - 1,8 % — азіатів - 1,5 % — чорних або афроамериканців - 0,4 % — корінних американців |

До двох чи більше рас належало 2,4 %. Частка іспаномовних становила 3,0 % від усіх жителів.
За віковим діапазоном населення розподілялося таким чином: 22,4 % — особи молодші 18 років, 63,7 % — особи у віці 18—64 років, 13,9 % — особи у віці 65 років та старші. Медіана віку мешканця становила 39,8 року. На 100 осіб жіночої статі у місті припадало 97,4 чоловіків;  на 100 жінок у віці від 18 років та старших — 94,7 чоловіків також старших 18 років.
Середній дохід на одне домашнє господарство  становив 68 857 доларів США (медіана — 54 868), а середній дохід на одну сім'ю — 84 927 доларів (медіана — 77 065). Медіана доходів становила 51 085 доларів для чоловіків та 43 203 долари для жінок. За межею бідності перебувало 11,1 % осіб, у тому числі 13,9 % дітей у віці до 18 років та 6,1 % осіб у віці 65 років та старших.
Цивільне працевлаштоване населення становило 8855 осіб. Основні галузі зайнятості: освіта, охорона здоров'я та соціальна допомога — 28,5 %, виробництво — 16,9 %, роздрібна торгівля — 11,4 %, мистецтво, розваги та відпочинок — 10,2 %.